# グローバル調査報道ネットワーク
グローバル調査報道ネットワークまたは世界調査報道ジャーナリズムネットワーク（英語: Global Investigative Journalism Network; GIJN）は、調査報道の推進や支援のために2003年に発足した国際組織である。現在77か国182組織が加入する。